# Катерина
Катери́на — християнське жіноче ім'я.
Народна форма — Катря. Зменшувальні форми — Катруся, Катя, Кася, Катеринка, Катруня.

## Етимологія
Походить від грец. Αικατερίνη, етимологія його залишається неясною. За однією з версій, воно утворене від καθάριος, ката́ріос — «чиста, чистокровна, непорочна, бездоганна». Версія, що пов'язує це ім'я з ім'ям давньогрецької богині Гекати, згадується в «Оксфордському словнику особових імен» (Oxford Dictionary of First Names) як непереконлива.

## Відомі носійки

### Святі
Свята Катерина:
- Свята Катерина Александрійська
- Свята Катерина Болонська
- Свята Катерина Сієнська

### Монархи
- Катерина I
- Катерина II
- Катерина де Медичі
- Катерина Австрійська — королева Португалії (1525—1578).
- Катерина Арагонська
- Катерина Снодчик
- Катерина Пікалова

## Інше
- Катеріні — місто у грецькій Македонії
- Ураган Катрина
- «Катерина» — поема Т. Г. Шевченка
- «Катерина» — картина Т. Г. Шевченка
- «Катерина» — опера Миколи Аркаса
- «Катерина» — фільм 1911 року за мотивами поеми Шевченка
- «Катерина» — роман Аарона Аппельфельда